# NGC 235B
NGC 235B (другие обозначения — ESO 474-17, MCG −4-2-42, AM 0040-234, PGC 2570) — линзообразная галактика (S0) в созвездии Кит. Скорее всего, гравитационно связана с галактикой NGC 235A.
Этот объект не входит в число перечисленных в оригинальной редакции «Нового общего каталога» и был добавлен позднее.